# Caló de les Gerres
El Caló de les Gerres (popularment Caló de ses Gerres) és una petita cala del barri de Cal Català del terme de Calvià situat entre la Punta de la Grava i el Caló dels Macs. Està profundament antropitzada, car les edificacions gairebé envaeixen la platja i arriba a fer l'efecte que sigui privada. Té un sol accés, per unes escales al carrer Bartomeu Buadas Mayol, però els habitatges i hotels adjacents hi tenen un accés particular. La zona arenosa fa quaranta metres de llarg i sis metres d'ample. Deu el nom al fet que antigament al fons de la cala hi trobaren àmfores.
Els edificis que envolten la cala són de gran notorietat arquitectònica i rellevants en la cultura popular de la zona. Així, a la punta que tanca la cala per la part nord hi ha el grup d'edificis de Roca Marina, obra de l'arquitecte Antonio Lamela (1961-1964), format per cinc blocs de 121 apartaments que s'alcen sobre pilotis de formigó vist, amb zones de jardineria que s'entremesclen amb els edificis i elements decoratius propis de l'arquitectura tradicional de Mallorca, com ara el marès o rajoles mallorquines. Per la part sud, davant la Punta de la Grava, hi ha l'Hotel de Mar, obra de Josep Antoni Coderch (1962), d'un característic color marró que li ha valgut el nom popular d'Hotel Xocolata, va ser reformat el 2008 i l'aparença original de l'interior de l'edifici es va perdre del tot. Per altra banda, l'edifici central de la cala és un edifici modern que s'alça damunt l'antic xalet on passava els estius l'actor Errol Flynn, una casa anomenada el Molí, de la qual només resta un detall: una gàrgola.
Partint del caló i resseguint la vorera de mar cap al sud, hom arriba a la petita platja de la Cova de la Grava, davant l'Hotel de Mar.